# 大木桥路站
大木桥路站位于中华人民共和国上海市徐汇区大木桥路与零陵路交叉口，是上海地铁4号线的地铁车站。轨道交通4号线修复段開通前，是顺时针方向上的起点站（仅上客）和逆时针方向上的终点站（仅下客）。在2007年12月29日至2009年9月28日期间，为内圈首班列车的始发站。
轨道交通12号线的车站于2015年12月19日开通，为岛式车站。

## 車站結構
大木桥路站共有4层。地面为车站出口，地下一层为车站大厅，地下二层为4号线站台，地下三层为12号线站台。2005年12月31日至2007年12月28日间，4号线以本站为终点站，列车站前折返。
| 地面层   | 出入口             | 1-6出入口                        |  |  |
| 地下一层 | 站厅               | 票务服务、自动售票机、人工服务台 |  |  |
| 地下二层 |                    | █ 4号线 内环（东安路）           |  |  |
|          | 岛式站台，左侧开门 |                                  |  |  |
|          |                    | █ 4号线 外环（鲁班路）           |  |  |
| 地下三层 |                    | █ 12号线 往七莘路（龙华中路）    |  |  |
|          | 岛式站台，左侧开门 |                                  |  |  |
|          |                    | █ 12号线 往金海路（嘉善路）      |  |  |

- 大木桥路站4号线
- 大木桥路站4号线站廳的FamilyMart分店（2008年）

## 车站出口
大木桥路站共有6个出入口，各出入口如下所示：
| 出口编号            | 出口指示             | 照片 |
| ------------------- | -------------------- | ---- |
| 1 · 出口            | 大木桥路，零陵路     |      |
| 2 · 出口            | 大木桥路，零陵路     |      |
| 3 · 出口            | 小木桥路，零陵路     |      |
| 4 · 出口 · （设有） | 大木桥路，零陵路     |      |
| 5 · 出口            | 大木桥路，零陵路     |      |
| 6 · 出口 · （设有） | 大木桥路，中山南二路 |      |
| 图例： 设有         |                      |      |

## 公交换乘
41、45、144、327、572、527路区间、734、933、隧道二线、隧道七线、隧道夜宵一线、隧道一线、隧道一线区间、大桥六线、大桥六线区间、万野专线、89、104、128、932、938、隧道八线